# 菊江の仏壇
『菊江の仏壇』（きくえのぶつだん）または『菊江仏壇』（きくえぶつだん）は古典落語の演目。別題として『白薩摩』『山崎屋』がある。もとは上方落語の演目で、江戸落語には初代三遊亭圓右により移入された。
信心深い父親が大きな仏壇を作る一方、その息子は放蕩者で妻を顧みずに遊女とつきあい、妻は気患いから具合を悪化させ、父親が見舞いに行く。それをよいことに息子は遊女の菊江を自宅に呼んで店の者ともども宴会を開いていたが、そこに父親が嫁の訃報を持って帰宅し、あわてた店の者は菊江を仏壇の中に隠すという内容。別題の『白薩摩』は、菊江が着ている着物の種類の名前。
前田勇は、寛政6年（1794年）に刊行された『滑稽即興噺』第4巻の「仏壇」（遊女に入れあげている息子を周囲の提言で勘当ではなくその遊女と結婚させたものの、結局また遊廓通いを始めたため注意したところ、「親父も200両もの仏壇を作りながら毎朝御堂に参詣している」と父親が返答される内容）に、演目冒頭の仏壇をめぐる父子の内容がうかがえるとする。文化5年(1808年)に刊行された『浪花みやげ』の一編「ゆうれい」にはほぼ現在に近い内容（ただし遊女が隠れるのが押し入れとなっている）が見え、武藤禎夫は「当時口演された噺のおもかげがある」と記している。
武藤禎夫は「ほのかな怪談味もあり、人情味も底にひそめ、にぎやかな音曲を含めた騒ぎもある上方噺の大作」、佐竹昭広・三田純一編の『上方落語』上巻では「怪談というには、あまりにも艶な、あわれな噺というべきか」という評を述べている。

## あらすじ
ある信心深い大店の旦那は隠居（大旦那）となって立派な仏壇を邸内に作ったものの、3か月もすると外の門跡に通うようになった。一方、跡取りの若旦那は道楽三昧で、それを静めるため、一同協議の末にお花と言う女性と結婚させた。このお花は器量もよく、何より貞淑で夫に仕えるため、息子の道楽は止むだろうと思っていたところ、初めこそお花を大事にしていたものの、やがて遊びの虫が再発すると、ミナミの芸鼓、菊江にいれあげてほとんど家に居つかない。そのせいでお花は気を病んだ挙句病気になってしまい、療養のため実家に帰ってしまった。
数日後、実家から「お花が危篤」という知らせがくる。大旦那は若旦那に今までの不始末をさんざんに責めるが、若旦那は「わたいの女道楽は大旦那の信心と変われへんもんでっせ。」と反省の色すらも見せない。大旦那は憮然となり「番頭どん。倅をようく見張っとくなされ。」と後を託して見舞いに行く。
厄介払いができたと若旦那は喜び、菊江のところに行こうと番頭に止められる。「そら、番頭済まなんだ。わてが悪かったわ。」「わかってくれはったらよろしゅうごわります。」「そのかわり横座るさかい話聞いてくれへんか。」「へえ。よろしおます。」「気にせんといて、そのまま帳面付けてくれたらええねん。」「さよでっか。」「あのなあ、番頭…」と、逆に、じいわり番頭の茶屋遊びを暴露して、脅しにかかる。「ちょ、ちょっと若旦那。止めておくんはれ。」「何や。嫌か。ほたら外出して。」「いやそうはいきまへん。」お花が病に伏しているのに遊びに行くのはどうしても世間体が悪い。それなら、親爺の留守を幸いに、家に酒肴を注文して菊江を呼び、ここで茶屋遊びをする事にしようと話がまとまる。
店の者も喜んで早速店じまい、ごちそうを注文する。やがて菊江も、他の芸妓も三味線太鼓を抱えてやってくる。若旦那もう嬉しくてたまらない。「菊江来たか。こっち来い。こっち来い。今日はな、やかましい親爺おらんよって…明日にならな帰ってけえへん。家で散財しよ。…そんなら、今日はどんどんいこか。」とみんなで飲めや歌えの場が大騒ぎ。
盛り上がったころで突如大旦那が帰ってきた。「これ！ここ開けんかい！何してますのじゃ！」「うわっ！大旦那さん帰ってきはった！」
一同大あわてでご馳走等々を隠すが、菊江の隠れるところがない。「菊江、お前こっち来い。」「まあ、何しなはります。」「ここへしばらく隠れとれ。」やむなく大旦那が買った巨大仏壇に押し込む。大旦那は番頭をはじめとする皆の酔態を見て「何ちゅうことしくさるのじゃ。」とあきれ返る。「倅はどこにいくさる。」「おとっつあん。ばあ。」「これ、ようもこんなふざけたことしくさって。」
大旦那は涙ながらに「これ、倅、お花はな。わしの顔見るなり『不実な夫でも、生涯連れ添う人と思え一目会うまではと思うておりましたが、もし、おとうさん。わたしはよほど嫌われたんですね…』との言葉を一期に、様態が変わって死んだわやい。」と一部始終を話す。
「こなたもわしと一緒にお花とこへ通夜に行きなされ。」と嫌がる若旦那を尻目に仏壇のもとへ。
「もし、お父っあん。何しなはんねん。」「仏壇に有難い『親鸞聖人の掛け軸』を取り出しますのじゃ。」「ええっ!! もし、仏壇にはあらしまへん！」「ほんならどこ直したんじゃ。」「…下駄箱ン中」「アホぬかせ！」と大旦那は件の仏壇の扉を明けると菊江がいた。それを大旦那はお花の幽霊と見間違え、「ああ。お花か。南無阿弥陀仏。南無阿弥陀仏。…もう迷うて出たんか。倅の了見はわしが直す、だから迷わず成仏しとくれ!!」
菊江の方も「へえ。私も消えとうございます」

## バリエーション
『上方落語』上巻収録の口演では、大旦那の信心深さと仏壇の購入は、結婚しながらお茶屋遊びをやめないことを叱られた若旦那が、自分は父親に似た（仏壇を買いながらやはり外の寺院に参詣している）のだという反論として語る形になっている。